# Empire Awards 2014

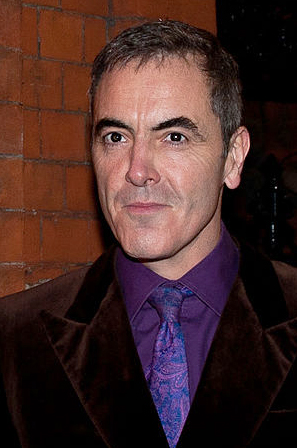
James Nesbitt, conduttore della 19ª edizione

La 19ª edizione degli Empire Awards o 19ª edizione degli Jameson Empire Awards, organizzata dalla rivista cinematografica inglese Empire, si è svolta il 30 marzo 2014 a Londra, ed ha premiato i film che sono usciti nel 2013.

## Vincitori e nomination
Di seguito è riportato un elenco completo delle candidature. I vincitori sono evidenziati in grassetto.
 Miglior film 
- Gravity, regia di Alfonso Cuarón
- 12 anni schiavo (12 Years a Slave), regia di Steve McQueen
- Captain Phillips - Attacco in mare aperto (Captain Phillips), regia di Paul Greengrass
- Lo Hobbit - La desolazione di Smaug (The Hobbit: The Desolation of Smaug), regia di Peter Jackson
- Hunger Games - La ragazza di fuoco (The Hunger Games: Catching Fire), regia di Francis Lawrence

 Miglior film britannico 
- La fine del mondo (The World's End), regia di Edgar Wright
- Alan Partridge: Alpha Papa, regia di Declan Lowney
- Filth, regia di Jon S. Baird
- Rush, regia di Ron Howard
- Sunshine on Leith, regia di Dexter Fletcher

 Miglior attore 
- James McAvoy - Filth
- Chiwetel Ejiofor - 12 anni schiavo (12 Years a Slave)
- Leonardo DiCaprio - The Wolf of Wall Street
- Martin Freeman - Lo Hobbit - La desolazione di Smaug (The Hobbit: The Desolation of Smaug)
- Tom Hanks - Captain Phillips - Attacco in mare aperto (Captain Phillips)

 Miglior attrice 
- Emma Thompson - Saving Mr. Banks
- Amy Adams - American Hustle - L'apparenza inganna (American Hustle)
- Cate Blanchett - Blue Jasmine
- Jennifer Lawrence - Hunger Games: La ragazza di fuoco (The Hunger Games: Catching Fire)
- Sandra Bullock - Gravity

 Miglior regista 
- Alfonso Cuarón -  Gravity
- Edgar Wright - La fine del mondo (The World's End)
- Paul Greengrass - Captain Phillips - Attacco in mare aperto (Captain Phillips)
- Peter Jackson - Lo Hobbit - La desolazione di Smaug (The Hobbit: The Desolation of Smaug)
- Steve McQueen - 12 anni schiavo  (12 Years a Slave)

 Miglior debutto maschile 
- Aidan Turner - Lo Hobbit - La desolazione di Smaug (The Hobbit: The Desolation of Smaug)
- Barkhad Abdi - Captain Phillips - Attacco in mare aperto (Captain Phillips)
- George MacKay - Sunshine on Leith
- Oscar Isaac - A proposito di Davis (Inside Llewyn Davis)
- Tye Sheridan - Mud
- Will Poulter - Come ti spaccio la famiglia (We're the Millers)

 Miglior debutto femminile 
- Margot Robbie - The Wolf of Wall Street
- Adèle Exarchopoulos - La vita di Adele (La Vie d'Adèle - Chapitres 1 & 2)
- Antonia Thomas - Sunshine on Leith
- Elizabeth Debicki - Il grande Gatsby (The Great Gatsby)
- Freya Mavor - Sunshine on Leith
- Lupita Nyong’o  - 12 anni schiavo (12 Years a Slave)

 Miglior thriller 
- Hunger Games: La ragazza di fuoco (The Hunger Games: Catching Fire), regia di Francis Lawrence
- Captain Phillips - Attacco in mare aperto (Captain Phillips), regia di Paul Greengrass
- Now You See Me - I maghi del crimine (Now You See Me), regia di Louis Leterrier
- Prisoners, regia di Denis Villeneuve
- In trance (Trance), regia di Danny Boyle

 Miglior horror 
- L'evocazione - The Conjuring (The Conjuring), regia di James Wan
- I disertori - A Field in England (A Field in England), regia di Ben Wheatley
- La casa (Evil Dead), regia di Fede Álvarez
- World War Z, regia di Marc Forster
- You're Next, regia diAdam Wingard

 Miglior sci-fi/fantasy 
- Lo Hobbit - La desolazione di Smaug (The Hobbit: The Desolation of Smaug) , regia di Peter Jackson
- Gravity, regia di Alfonso Cuarón
- Hunger Games: la ragazza di fuoco (The Hunger Games: Catching Fire), regia di Francis Lawrence
- Pacific Rim, regia di Guillermo del Toro
- Into Darkness - Star Trek (Star Trek Into Darkness), regia di J. J. Abrams

 Miglior commedia 
- Alan Partridge: Alpha Papa, regia di Declan Lowney
- Anchorman 2 - Fotti la notizia (Anchorman 2: The Legend Continues), regia di Adam McKay
- Questi sono i 40 (This Is 40), regia di Judd Apatow
- Facciamola finita (This Is the End), regia di Evan Goldberg e Seth Rogen
- La fine del mondo (The World's End), regia di Edgar Wright

 Miglior attore non protagonista 
- Michael Fassbender - 12 anni schiavo
- Daniel Brühl - Rush
- Sam Claflin - Hunger Games: La ragazza di fuoco
- Richard Armitage - Lo Hobbit - La desolazione di Smaug
- Tom Hiddleston - Thor: The Dark World

 Miglior attrice non protagonista 
- Sally Hawkins - Blue Jasmine
- Evangeline Lilly - Lo Hobbit - La desolazione di Smaug
- Jennifer Lawrence - American Hustle - L'apparenza inganna
- Lupita Nyong'o - 12 anni schiavo
- Mia Wasikowska - Stoker

 Fatto in 60 secondi 
- David Smith - There Will Be Blood[6]

## Premi onorari
- Empire Hero Award: Simon Pegg
- Empire Inspiration Award: Paul Greengrass[7]
- Empire Icon Award: Hugh Jackman

## Empire 25th Award
Per celebrare il 25º anniversario della rivista Empire, sono stati consegnati due premi speciali.
- Empire 25th Award: Legend of our Lifetime: Tom Cruise[5]
- Empire 25th Award: Action Hero of our Lifetime: Arnold Schwarzenegger[5][8][9]